# Chilatherina
Chilatherina es un género de peces actinopterigios de agua dulce que habitan ríos y aguas estancadas en las selvas tropicales de Australia y algunas islas cercanas de Oceanía.

## Especies
Existen 11 especies reconocidas en este género en la actualidad:
- Chilatherina alleni Price, 1997
- Chilatherina axelrodi Allen, 1979
- Chilatherina bleheri Allen, 1985
- Chilatherina bulolo (Whitley, 1938)
- Chilatherina campsi (Whitley, 1957)
- Chilatherina crassispinosa (Weber, 1913)
- Chilatherina fasciata (Weber, 1913)
- Chilatherina lorentzii (Weber, 1907)
- Chilatherina pagwiensis Allen y Unmack, 2012
- Chilatherina pricei Allen y Renyaan, 1996
- Chilatherina sentaniensis (Weber, 1907)